# Michail Iwanowitsch Kalinin

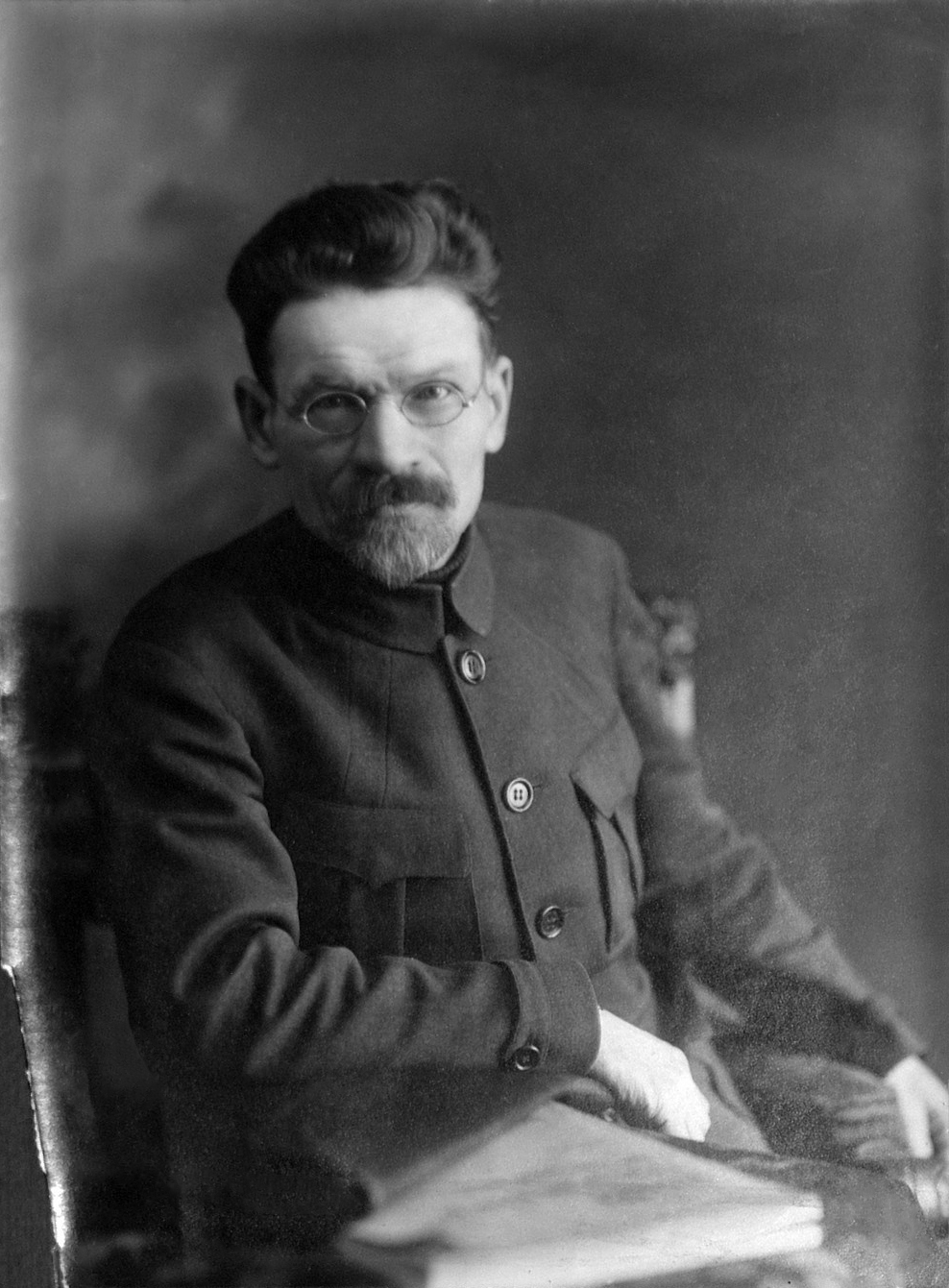
Michail Iwanowitsch Kalinin (1920)

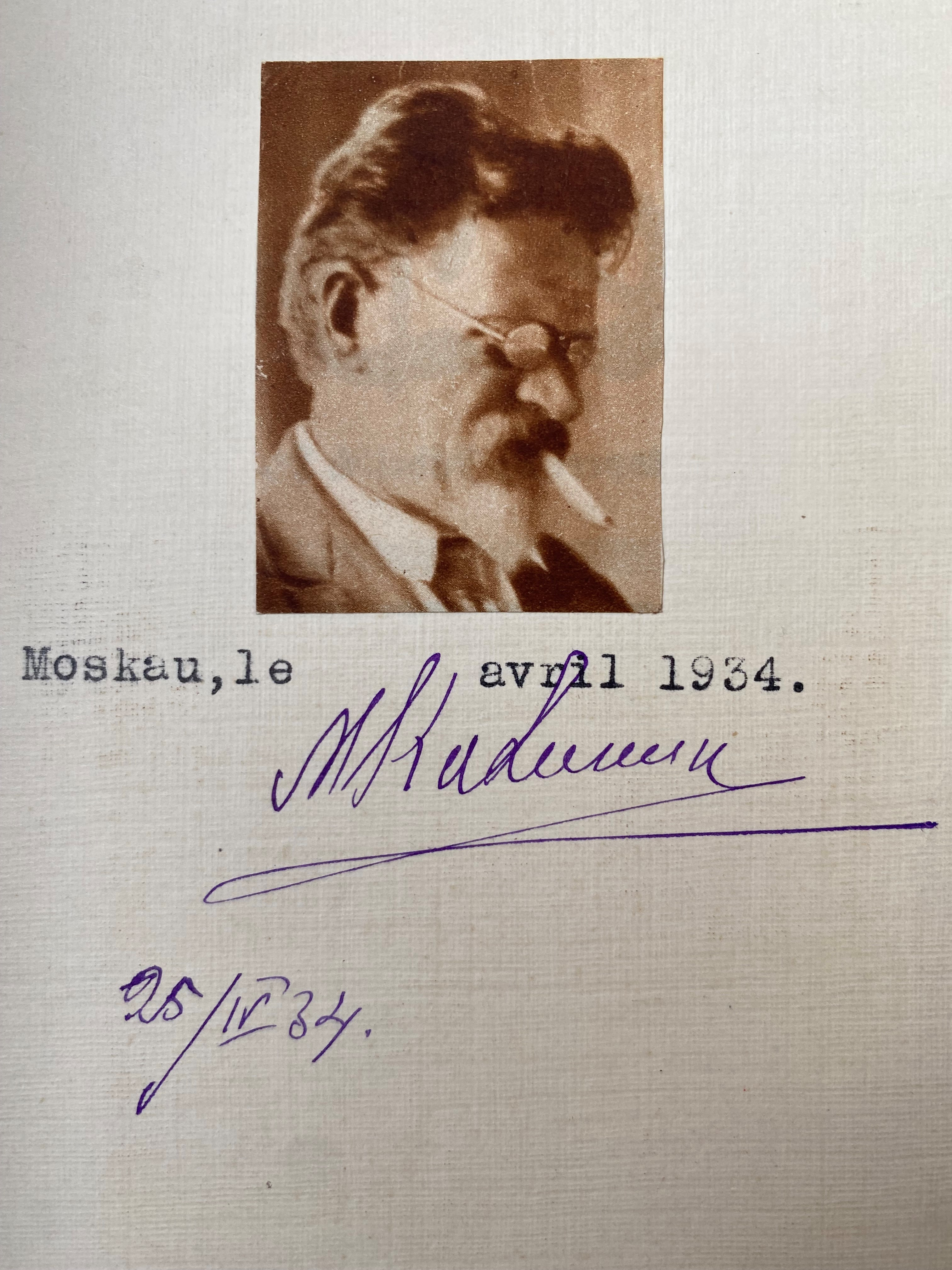
Eigenhändige Unterschrift auf Albumblatt mit aufgezogenem Porträt, mit Ort und Datum.

Michail Iwanowitsch Kalinin (russisch Михаил Иванович Калинин, wiss. Transliteration Michail Ivanovič Kalinin; * 7. Novemberjul. / 19. November 1875greg. in Werchnjaja Troiza, Gouvernement Twer; † 3. Juni 1946 in Moskau) war ein russischer bzw. sowjetischer Politiker. Er war von 1923 bis 1946 als Vorsitzender des Präsidiums des Obersten Sowjets formelles Staatsoberhaupt der Sowjetunion; zuvor von März 1919 bis Dezember 1922 formelles Staatsoberhaupt Sowjetrusslands.

## Leben
Kalinin war Sohn des Bauern Iwan Kalinytsch Kalinin und dessen Frau Marija Wassiljewna. Er besuchte ab 1886 die Landschule in Jakowlewskoje, bis er 1889 eine Anstellung als Hausdiener in der Familie des Ingenieurs und Gutsbesitzers Dmitri Morduchai-Boltowski annahm und im gleichen Jahr nach Sankt Petersburg übersiedelte. Dort arbeitete er im Werk Stary Arsenal. Im April 1896 wurde er Dreher in den Putilow-Werken. In dieser Zeit wurde er Mitglied des Petersburger Kampfbundes zur Befreiung der Arbeiterklasse und gründete einen marxistischen Zirkel. 1898 wurde Michail Kalinin Mitglied der Sozialdemokratischen Arbeiterpartei Russlands (SDAPR). Wegen seiner politischen Aktivitäten in den Putilow-Werken (Organisierung von Arbeiterdemonstrationen, Flugblattverteilungen) folgte am 3./4. Juli 1899 seine erste Verhaftung. Während der Haft durfte er nach einigem Zögern der Leitung der Untersuchungshaftanstalt politische Bücher studieren, u. a. Karl Marx’ Kapital. Erster Band. Am 12. April 1900 teilte man ihm seine Entlassung unter der Auflage mit, dass ihm der Aufenthalt in Petersburg nicht mehr gestattet sei. Kalinin wurde nach Tiflis verbannt und unter Polizeiaufsicht gestellt.
Da Kalinin weiterhin für die antizaristische illegale Presse tätig war, wurden er und einige seiner Weggefährten in der Nacht vom 22. zum 23. Dezember erneut von der Geheimpolizei verhaftet. Im Februar 1901 ließ man ihn aus Mangel an Beweisen wieder frei. Er wurde aus Tiflis nach Reval ausgewiesen. Dort arbeitete er in der Maschinenfabrik Volta, ab 1902 in den Eisenbahnwerkstätten von Reval und führte seine illegale revolutionäre Arbeit fort. Im Januar 1903 folgte eine Verhaftung, die mit der Überführung nach Sankt Petersburg ins Kresty-Gefängnis verbunden war. Im Juli gleichen Jahres wurde er wiederholt nach Reval ausgewiesen und polizeilich beaufsichtigt. Aus der Verbannung nach Powenez, Gouvernement Olonez, im März 1904 kehrte er im Januar 1905 nach Werchnjaja Troiza unter Polizeiaufsicht zurück. Im September fuhr er illegal nach St. Petersburg und arbeitete dort wiederholt in den Putilow-Werken. In dieser Zeit wurde er in das Narwski-Stadtbezirkskomitee der SDAPR gewählt. 1906 wählte man ihn zum Mitglied des Petersburger Komitees der SDAPR. Im Juni schloss er die Ehe mit Jekaterina Iwanowna Lorberg. Ab August 1908 arbeitete er in einem Umspannwerk, später in einem Straßenbahnumformwerk in Moskau und arbeitete dort aktiv in der Moskauer bolschewistischen Organisation der SDAPR mit. Im September 1910 wurde er verhaftet und zwei Monate später nach Werchnjaja Troiza ausgewiesen. Erst Anfang 1911 gelang es Kalinin, in St. Petersburg zu bleiben, wo er als Dreher in der Geschützfabrik eine Anstellung fand, doch kaum hatte er sich eingearbeitet, wurde er verhaftet und ohne Umschweife erneut aufs Land verbannt.
Im Januar 1912 wurde er als Kandidat des Zentralkomitees der SDAPR durch das auf der VI. Prager Gesamtrussischen Konferenz der SDAPR gewählte ZK bestätigt. Innerhalb dieses Jahres war er Mitbegründer und im Februar 1913 Redakteur der Parteizeitung Prawda. Sie wurde von einer Flut von Beschlagnahmungen, Geldstrafen und Verboten heimgesucht. Nach einer öffentlichen Veranstaltung Anfang Januar 1916 wurde er verhaftet und zu Beginn des Jahres 1917 nach Ostsibirien verbannt. Das Petersburger Komitee der SDAPR(B) beschloss daher, dass Kalinin in die Illegalität gehen solle. Im März wurde er in das Sekretariat des ZK der SDAPR(B) kooptiert und in die Redaktion der Prawda gewählt. Nach der Oktoberrevolution 1917 wurde er Vorsitzender des Stadtsowjets von Petrograd (St. Petersburg) und im März 1918 Kommissar für Kommunalwirtschaft des Petrograder Sowjets.
Kalinin wurde am 23. März 1919 auf dem VIII. Parteitag der KPR(B) zum Mitglied des ZK und am 30. März 1919 zum Vorsitzenden des Gesamtrussischen Zentralen Exekutivkomitees (GZEK) der Sowjets der RSFSR gewählt. Damit war er formell Staatsoberhaupt Russlands. Im März 1921 wählte ihn der X. Parteitag zum Kandidaten des Politbüros des ZK der KPR(B). Im Juli wurde er Vorsitzender der vom Präsidium des Gesamtrussischen ZEK gebildeten zentralen Kommission zur Unterstützung der Hungernden. In dieser Funktion organisierte er von Februar bis März 1922 die Lebensmittelhilfe für das Wolgagebiet. Nach Gründung der Sowjetunion im Dezember 1922 behielt er das Amt des Staatschefs (Vorsitzender des Zentralen Exekutivkomitees der UdSSR). Auch nach der Ersetzung des Rätekongresses durch den Obersten Sowjet der UdSSR 1937 blieb er in diesem Amt (Vorsitzender des Präsidiums des Obersten Sowjets).
Als in den Jahren des zaristischen Russlands mehrfach Verfolgter einer autoritären Diktatur widersetzte sich Kalinin ab der Machtergreifung Stalins nicht den großen Terrorwellen in den 1930er Jahren. Am 5. März 1940 unterzeichneten sechs Mitglieder des Politbüros – Stalin, Wjatscheslaw Molotow, Lazar Kaganowitsch, Kliment Woroschilow, Anastas Mikojan und Michail Kalinin (sein Name in Druckbuchstaben handschriftlich versehen mit dem Zusatz „dafür“) einen Hinrichtungsbefehl von 25.700 kriegsgefangenen polnischen Offizieren und Intellektuellen, die als angebliche „Nationalisten und Konterrevolutionäre“ in Lagern und Gefängnissen in der besetzten Westukraine und in Weißrussland festgehalten wurden; dies führte wenige Woche später zum Massaker von Katyn. Er zeichnete ebenfalls andere Exekutionslisten ab, wurde jedoch auch um Begnadigungen gebeten, was ihm selbst bei seiner eigenen Familie nicht gelang: Kalinins Frau wurde im Oktober 1938 verhaftet und bis 1944 interniert.
Im März 1946 wurde er nach 23 Jahren als formelles Staatsoberhaupt der Sowjetunion, in denen er keine eigene Macht ausgeübt hatte, sondern sich nur dem Willen Stalins beugte, auf eigenes Ersuchen von den Amtspflichten entbunden. Er starb am 3. Juni 1946 in Moskau und wurde an der Kremlmauer beerdigt.
Vom 1. Januar 1926 bis zu seinem Tode war er Mitglied des Politbüros der KPdSU.

## Staatliche Ehrungen
Am 20. Februar 1928 wurde er mit dem Rotbannerorden für Verdienste um die Landesverteidigung und die Rote Armee während des Bürgerkrieges geehrt. 1935 wurde er Mitglied der Kommission zur Ausarbeitung der neuen Verfassung der UdSSR und im November zu seinem 60. Geburtstag mit dem Leninorden für herausragende revolutionäre Verdienste und den bedeutenden Anteil an der Bildung und Stärkung des Sowjetstaates ausgezeichnet.
Einige Städte wurden nach ihm benannt oder umbenannt, darunter Twer, Kalininsk, Kalininez und Taschir. Die russische Oblast Twer wurde von 1931 bis 1990 Oblast Kalinin genannt; auch die 1938 gegründete Stadt Kaliningrad bei Moskau, die 1995 in Koroljow umbenannt wurde. Die 1945 durch das Potsdamer Abkommen an die Sowjetunion übergegangene ostpreußische Hauptstadt Königsberg (Pr) wurde in dessen Todesjahr 1946 nach Michail Kalinin in Kaliningrad umbenannt, ohne dass es einen Zusammenhang zwischen ihm und dieser Stadt gegeben hatte, und trägt diesen Namen bis zum heutigen Tage.
In Sankt Petersburg gibt es den Stadtbezirk Kalininski rajon. 
1983 wurde ein Asteroid nach ihm benannt: (2699) Kalinin.
1978 wurde in Wismar die 11. Polytechnische Oberschule nach ihm benannt.
Weitere Benennungen siehe Kalininskaja.

## Schriften
- M. I. Kalinin: Über kommunistische Erziehung: Ausgewählte Reden und Aufsätze. Verlag für fremdsprachige Literatur, Moskau 1950 (1951 ebenfalls vom Dietz Verlag als Bd. 22 der Reihe Bücherei des Marxismus-Leninismus verlegt)
- M. I. Kalinin: Über Kunst und Literatur: Aufsätze, Reden, Aussprüche. 1960 (Bücherei des Marxismus-Leninismus; Bd. 56)
- M. I. Kalinin: Die Arbeit des sozialistischen Staatsapparates: Reden und Aufsätze. 1961 (Bücherei des Marxismus-Leninismus; Bd. 59)